# عبد الحق الخيام
عبد الحق الخيام (1958 - 2022) هو مسؤول أمني مغربي. شغل ما بين 2015 و2020 منصب مدير المكتب المركزي للأبحاث القضائية التابع للمديرية العامة لمراقبة التراب الوطني في المغرب. وقد شغل سابقًا منصب رئيس الفرقة الوطنية للشرطة القضائية.

## مسيرته المهنية
تدرج عبد الحق الخيام، في سلك الجهاز الأمني بعد تخرجه من المعهد الملكي للشرطة، وعمل بمصالح الشرطة القضائية لعدة مناطق أمنية بالدار البيضاء، إلى أن إستقر به المقام بالفرقة الوطنية للشرطة القضائية حيث قضى فترة مهمة من حياته المهنية، حيث تمت ترقيته إلى مرتبة والي أمن في يناير 2015، وقد بقي مديرا للمكتب المركزي للأبحاث القضائية إلى غاية سنة 2020 حيث تم تعويضه بنائبه الحبيب الشرقاوي.

## وفاته
توفي فجر يوم الثلاثاء 23 أغسطس 2022 بمدينة الدار البيضاء عن عمر ناهز 64 عاما.